# 迎春镇 (虎林市)
迎春镇，是中华人民共和国黑龙江省鸡西市虎林市下辖的一个乡镇级行政单位。

## 行政区划
迎春镇下辖以下地区：
第一社区、第二社区、第三社区、车站社区、迎春村、镇西村和曙光村。